# Campionat del Món de Trial indoor 2005
|  | Per al campionat del món a l'aire lliure d'aquell any, vegeu Campionat del Món de Trial 2005 |

La temporada de 2005 del Campionat del Món de Trial indoor fou la 13a edició d'aquest campionat, organitzat per la FIM. El calendari oficial constava de 12 proves puntuables, celebrades entre el 8 de gener i el 26 de març. Dues de les proves programades es disputaren als Països Catalans: el Trial Indoor de Barcelona (6 de febrer) i el d'Eivissa (26 de març).
Adam Raga va guanyar el tercer dels seus quatre títols mundials indoor consecutius. Raga va obtenir deu victòries en les dotze proves puntuables i va superar àmpliament el subcampió, Albert Cabestany (que havia passat de Beta a Sherco) i el tercer classificat, Jeroni Fajardo (en el seu primer any al mundial), amb una sola victòria cadascun d'ells. Aquell any, doncs, totes les proves puntuables les van guanyar catalans, els tres primers classificats del campionat van ser catalans i un total de cinc catalans es van classificar entre els set primers, entre ells Toni Bou, setè en l'any del seu debut al campionat amb la Beta.

## Sistema de puntuació
| Posició | 1  | 2 | 3 | 4 | 5 | 6 | 7 | 8 |
| Punts   | 10 | 8 | 6 | 5 | 4 | 3 | 2 | 1 |

## Calendari
| Ronda | Data         | Prova         | Lloc            | Guanyador        |
| ----- | ------------ | ------------- | --------------- | ---------------- |
| 1     | 8 de gener   | Gran Bretanya | Sheffield       | Adam Raga        |
| 2     | 21 de gener  | França        | Marsella        | Adam Raga        |
| 3     | 28 de gener  | França        | Tolosa          | Adam Raga        |
| 4     | 30 de gener  | Espanya       | Granada         | Adam Raga        |
| 5     | 6 de febrer  | Espanya       | Barcelona       | Adam Raga        |
| 6     | 12 de febrer | Rússia        | Sant Petersburg | Adam Raga        |
| 7     | 19 de febrer | Itàlia        | Milà            | Adam Raga        |
| 8     | 26 de febrer | Portugal      | Lisboa          | Albert Cabestany |
| 9     | 5 de març    | Itàlia        | Livorno         | Adam Raga        |
| 10    | 12 de març   | Argentina     | Buenos Aires    | Jeroni Fajardo   |
| 11    | 19 de març   | Irlanda       | Belfast         | Adam Raga        |
| 12    | 26 de març   | Espanya       | Eivissa         | Adam Raga        |

## Classificació final
| Posició | Pilot             | Motocicleta   | Punts |
| ------- | ----------------- | ------------- | ----- |
| 1       | Adam Raga         | Gas Gas       | 116   |
| 2       | Albert Cabestany  | Sherco        | 88    |
| 3       | Jeroni Fajardo    | Gas Gas       | 61    |
| 4       | Dougie Lampkin    | Montesa Honda | 59    |
| 5       | Takahisa Fujinami | Honda         | 56    |
| 6       | Marc Freixa       | Montesa       | 43    |
| 7       | Toni Bou          | Beta          | 14    |
| 8       | Tadeusz Blazusiak | Gas Gas       | 10    |
| 9       | Jérôme Bethune    | Gas Gas       | 5     |
| 10      | Steve Colley      | Gas Gas       | 2     |